# Benavides (apellido)
Para el municipio español, véase Benavides.
Benavides es un apellido de origen español. Gran parte de personajes ilustres con este apellido que la historia ha dado, forman parte de la Casa de Benavides, cuya línea principal fue una de las más antiguas e importantes de la nobleza española.

## Origen
La Casa de Benavides es de origen real, descendiendo de Alfonso VII rey de León y de Castilla, quien tuvo como hijo natural a Fernando Alfonso de Benavides (llamado antes por su linaje real castellano, Fernando Alfonso de Castilla). Alfonso VII le dio por herencia a su hijo la villa de Benavides de Órbigo, de la cual fue nombrado señor jurisdiccional, tomando de ahí el apellido. A partir de ese momento, todos sus descendientes (entre ellos, los ocho siguientes señores de la Casa de Benavides, incluida la IV señora, María Suárez de Benavides, quien impuso su apellido a su hijo Alfonso Pérez de Benavides) utilizarían el apellido Benavides.
La Casa de Benavides entronca en el siglo XIV con la Casa de Biedma, familia noble de Jaén, descendiente de Íñigo Íñiguez de Biedma, caballero gallego reconquistador de Andalucía. En 1368, Men Rodríguez de Biedma recibió el patrimonio de su primo Juan Alfonso de Benavides, por decisión de éste, ante la falta de descendencia. A partir de ese momento, cambió su apellido por el de Benavides e inició así un nuevo período y un sustancial cambio en la trayectoria de la Casa de Benavides, en la que se unieron los bienes, patrimonios y señoríos de los dos linajes.
La Casa de Benavides consta de tres ramas principales: la rama de Santisteban del Puerto, la de Frómista y la de Jabalquinto.

## Rama de Santisteban del Puerto
En 1371, el rey Enrique II de Castilla, otorgó el señorío de Santisteban del Puerto a favor de Men Rodríguez de Benavides, en recompensa por su participación en la Batalla de Montiel, así como en la defensa de los castillos de Jaén, del alcázar de Úbeda y de la villa de Córdoba. 
En 1473, Día Sánchez de Benavides, XII señor de Benavides y V señor de Santisteban del Puerto, recibió de parte Enrique IV de Castilla la elevación del señorío de Santisteban a condado.
En 1637, Felipe IV de España otorgó el título de marqués de Solera a Diego de Benavides y de la Cueva, VIII conde de Santisteban del Puerto, VIII señor de Solera (en Jaén).
En 1696, Carlos II de España le otorgó la grandeza de España al conde de Santisteban del Puerto.
En 1738, el mismo fue elevado a ducado por Felipe V de España en la persona de Manuel de Benavides y Aragón, X conde de Santisteban del Puerto, V marqués de Solera. 
La rama de Santisteban del Puerto se integró a finales del siglo XVIII en la casa de Medinaceli, por el matrimonio de Joaquina María de Benavides Pacheco de la Cueva y Téllez-Girón, III duquesa de Santisteban del Puerto, XII marquesa de las Navas, IX marquesa de Malagón, VIII marquesa de Solera, XV condesa de Cocentaina, XIV condesa de Medellín, XIV condesa del Risco, XI condesa de El Castellar, IX condesa de Villalonso, con Luis María Fernández de Córdoba y Gonzaga, XIII duque de Medinaceli (además de otros treinta y cinco títulos).

## Rama de Jabalquinto
En el siglo XV, el III Señor de Santisteban del Puerto, Día Sánchez de Benavides, repartió sus bienes entre sus hijos, reparto que traería una serie de litigios durante varias generaciones posteriores. En dicho reparto, otorga la villa de Jabalquinto a su tercer hijo, Manuel de Benavides, casado con María Elvira Manrique de Lara y Rojas.
En 1461, Enrique IV de Castilla crea el señorío de Jabalquinto en favor de Manuel de Benavides.
En 1484, Juan Alfonso de Benavides, II señor de Jabalquinto, funda tres mayorazgos, el primero en favor de su hijo primogénito, ligando el señorío de Jabalquinto al mayorazgo.
En 1617, Felipe III de España eleva el señorío de Jabalquinto a marquesado en la persona de Manuel de Benavides y Bazán, V señor y I marqués de Jabalquinto.
A la muerte de Isabel Francisca de Benavides y Benavides, III marquesa de Jabalquinto y IV marquesa de Villa Real de Purullena (creador a favor de María de Benavides), los títulos de los Benavides, de la rama de Jabalquinto, recayeron por matrimonio en los Pimentel, condes-duques de Benavente.
En 1835, la reina regente María Cristina de Borbón-Dos Sicilias otorgó la grandeza de España al marquesado de Jabalquinto en la persona de Pedro de Alcántara Téllez-Girón y Pimentel, IX marqués de Jabalquinto y II príncipe de Anglona.